# Уравнение Беллмана
Уравнение Беллмана (также уравнение динамического программирования) — достаточное условие оптимальности в методах оптимизации динамического программирования, названное в честь Ричарда Эрнста Беллмана и основывающееся на принципе оптимальности Беллмана.

## Описание
Уравнение Беллмана представляет собой дифференциальное уравнение в частных производных с начальными условиями, заданными для последнего момента времени (то есть справа), для функции Беллмана, которая выражает минимальное значение критерия оптимизации, которое может быть достигнуто, при условии эволюции системы из текущего состояния в некоторое конечное. А это в свою очередь позволяет перейти от решения исходной многошаговой задачи оптимизации к последовательному решению нескольких одношаговых задач оптимизации.
Понятие уравнения Беллмана и функции Беллмана обычно применяется для непрерывных систем. Для дискретных систем аналогом выступает рекуррентное соотношение Беллмана. Принцип оптимальности (см. ниже) позволяет в этом случае оптимальное планирование от конца к началу.
Формальные соотношения, выражающие достаточное условия оптимальности как для дискретных, так и для непрерывных систем могут быть записаны как для случая детерминированных, так и для случая стохастических динамических систем общего вида. Отличие заключается лишь в том, что для случая стохастических систем в правых частях этих выражений возникает условное математическое ожидание.
В контексте решения задачи оптимального управления можно выделить два подхода: численный и аналитический. Численный подход основан на использовании вычислительных процедур динамического программирования, в то время как аналитический подход связан с решением уравнения Беллмана. То есть, нелинейного уравнения в частных производных, которое имеет аналитическое решение лишь в простейших случаях.

## Принцип оптимальности
Принцип оптимальности, подходящий как для непрерывных, так и дискретных систем является основополагающим в теории управления. Две формулировки:
Если управление оптимально, то, каковы бы ни были первоначальное состояние системы и управление системой в начальный момент времени, последующее управление оптимально относительно состояния, которое система примет в результате начального управления.
Указанное свойство можно сравнить с соответствующим свойством марковского процесса.
Оптимальное управление в любой момент времени не зависит от предыстории системы и определяется только состоянием системы в этот момент и целью управления.
Как следствие этого, оптимальное управление зависит только от текущего состояния системы. Последствия неоптимального управления в прошлом не могут быть исправлены в будущем.
Согласно принципу оптимальности, оптимальная стратегия гарантирует, что после первого решения последующие решения будут оптимальными относительно нового состояния, полученного в результате первоначального решения, независимо от начального состояния и начального решения.

## Пример уравнения Беллмана из теории оптимального управления

### Модель системы и управления
Рассмотрим уравнение состояния управляемой динамической системы:
{\displaystyle {\dot {x}}(t)=f(t,x(t),u(t))},
где:
{\displaystyle t} — время из интервала времени функционирования системы {\displaystyle t\in T=[t_{0},t_{1}]},
{\displaystyle x} — вектор-функция состояния системы из пространства состояний (n-мерного евклидова пространства, {\displaystyle \mathbb {R} ^{n}}),
{\displaystyle u} — вектор-функция управления со значениями из пространства управлений {\displaystyle U\subseteq \mathbb {R} ^{n}},
{\displaystyle f} — вектор-функция системы {\displaystyle T\times \mathbb {R} ^{n}\times U\to \mathbb {R} ^{n}}.
Для упрощения изложения требования к гладкости функций и другие нюансы здесь и далее опущены.
Вектор начальных условий:
{\displaystyle x(t_{0})=x_{0}\in \mathbb {R} ^{n}},
где {\displaystyle x_{0}} не считается произвольным.
Определим функционал качества управления для минимизации:
{\displaystyle I(x,u)=\int _{t_{0}}^{t_{1}}g(x(t),u(t),t)dt+F(x(t)),}
где:
{\displaystyle F} и {\displaystyle g} — заданные непрерывно дифференцируемые функции.
Для получения управления используется текущее время {\displaystyle t} и состояние системы {\displaystyle x}:
{\displaystyle u(t)=u(t,x(t))}
Задача оптимального управления состоит в том, чтобы найти такую функцию {\displaystyle u^{*}(t,x)}, которая минимизирует {\displaystyle I(x,u)}:
{\displaystyle \forall x_{0}\quad I(x^{*},u^{*})=\min _{D}I(x,u),}
где:
{\displaystyle (x^{*}(\cdot ),u^{*}(\cdot ))=u^{*}(\cdot ,x(\cdot ))},
D — множество допустимых управлений с учетом {\displaystyle t_{0}} и {\displaystyle x_{0}}, то есть, ограничение на возможные {\displaystyle (x(\cdot ),u(\cdot ))}.
Функция оптимального управления {\displaystyle u^{*}(t,x)} для любого начального {\displaystyle x_{0}} дает оптимальный процесс: оптимальное управление {\displaystyle u^{*}(\cdot )} и оптимальную траекторию {\displaystyle x^{*}(\cdot )}.

### Уравнение Беллмана
Если существует функция {\displaystyle \omega (t,x)}, непрерывно дифференцируемая по {\displaystyle t} и {\displaystyle x} на {\displaystyle (t_{0},t_{1})\times \mathbb {R} ^{n}}, удовлетворяющая уравнению Беллмана:
{\displaystyle \max \limits _{u\in U}\left[{\frac {\partial \omega (t,x)}{\partial t}}+{\frac {\partial \omega (t,x)}{\partial x}}\cdot f(t,x,u)-g(t,x,u)\right]=0}
и граничному условию
{\displaystyle \forall x\in \mathbb {R} ^{n}\quad \omega (t_{1},x)=-F(x)},
то управление
{\displaystyle u^{*}(t,x)=\arg \max \limits _{u\in U}\left[{\frac {\partial \omega (t,x)}{\partial x}}\cdot f(t,x,u)-g(t,x,u)\right]},
является оптимальным управлением с полной обратной связью.